# Gruppo Veronesi
Il Gruppo Veronesi è un'azienda italiana proprietaria di marchi legati al settore dell'alimentare, in particolare della carne (AIA, Negroni) e dei mangimi (Veronesi) esportati in 79 stati.
Fondato nel 1958 da Apollinare Veronesi, il gruppo è cresciuto negli anni successivi per merito dei suoi figli Carlo, Giordano e Bruno Veronesi, che si sono alternati nella carica di presidente; questi ultimi 3, assieme alle sorelle Marcella e Luisa, nel 2017 sono fuoriusciti dal consiglio di amministrazione del gruppo, cedendo il passo ai propri 5 figli.